# Albert S. Humphrey
Albert S. Humphrey (EE. UU., 2 de junio de 1926 – Reino Unido, 31 de octubre de 2005) fue un ingeniero químico estadounidense de la Universidad de Illinois y MBA por Harvard que desarrolló su carrera como consultor de empresas especializado en la gestión organizacional y en el cambio cultural de las mismas.
Mientras estaba en el Instituto de Investigación de Stanford (conocido ahora como SRI Internacional) participó en una investigación en la década de los años 70 junto a Marion Dosher, Robert Stewart, Birger Lie y Otis Benepe que consistía en conocer porque fallaba la planificación corporativa. Esta investigación estaba financiada por las empresas del Fortune 500 y duro 9 años (1960–1969) en los que se entrevistó a más de 5000 ejecutivos de 1.100 empresas. 
Durante el proceso de la investigación y a la pregunta de que es bueno y malo para cumplir los objetivos organizacionales llegaron a la conclusión de lo que es bueno en el presente es Satisfactorio, lo que en el futuro es una Oportunidad, lo que es malo en el presente es una Falto o un Fallo y lo que es malo en el futuro es una Amenaza. Es aquí donde aparece el análisis SOFT (Satisfactory Opportunity; Fault, Threat), un antecedente de lo que hoy conocemos el análisis SWOT (o análisis FODA, DAFO en los países hispanohablantes).

## Intervenciones
Durante su vida laboral Humphrey actuó como consultor de más de 100 empresas a nivel mundial. En 2005 fue incluido en:
- International Who's Who ("Quién es Quién Internacional")
- Debrett's People of Today
- Who's Who in the City
- The Directory of Directors

## Publicaciones[2]
- 2005. SWOT analysis for management consulting. SRI Alumni Newsletter (SRI International), 1.
- 2005. Turning Downturn Into Major Upturn. IEEE Engineering Management Review, 33(2), 47–50.
- 2005. Strategy : Managing a Downturn. Retrieved 29-08-2010 from http://www.leader-values.com/article.php?aid=510
- 1986. Gearing up for Change. Management Decision, 24(6), 12–15.
- 1974. MBO turned upside down. Management Review, 63(8), 4–8.